# Priacma clavata
Priacma clavata is een keversoort uit de familie Cupedidae. De wetenschappelijke naam van de soort is voor het eerst geldig gepubliceerd in 2006 door Tan, Ren & Shih.